# Lijst van vlaggen van Oost-Timorese gemeenten
Dit artikel bevat een lijst van vlaggen van Oost-Timorese gemeenten. Oost-Timor is verdeeld in 14 gemeenten (municípios).

Aileu
Ainaro
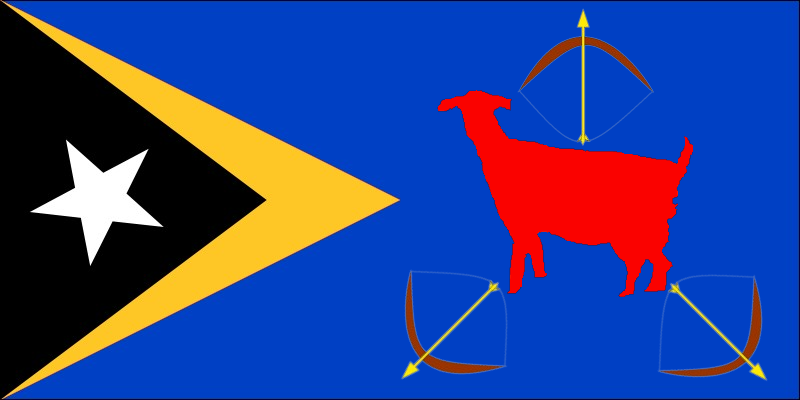
Atauro
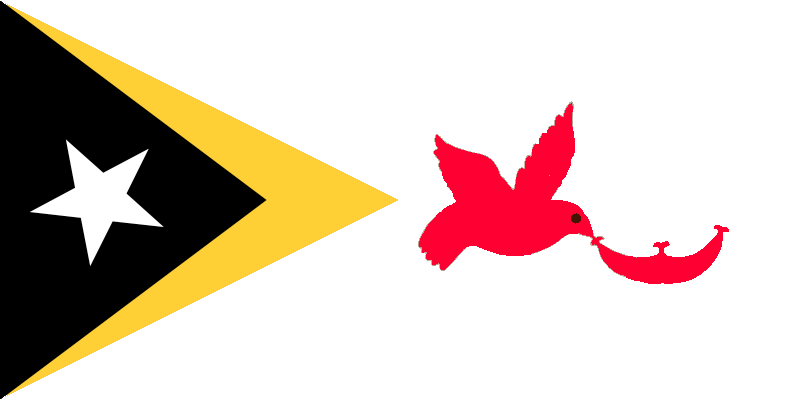
Baucau
Bobonaro
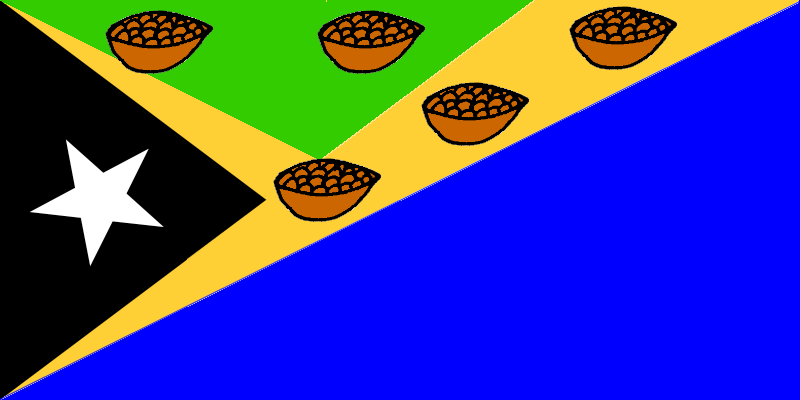
Cova Lima
Dili
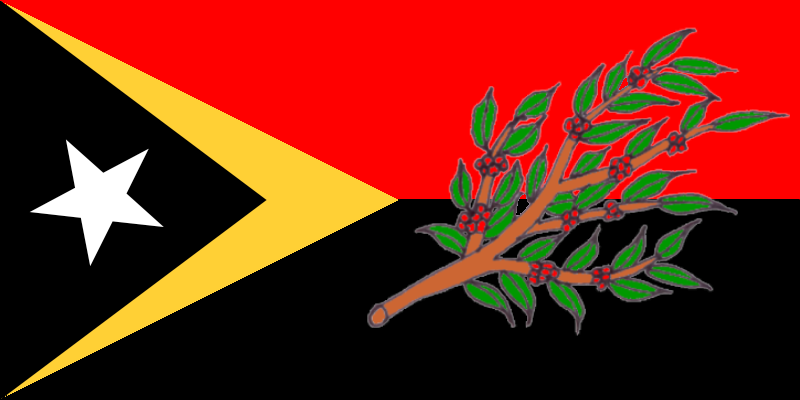
Ermera
Lautém
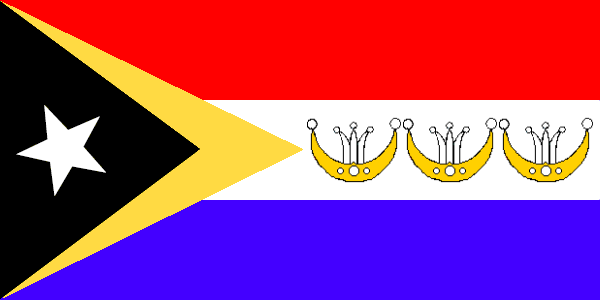
Liquiçá
Manatuto
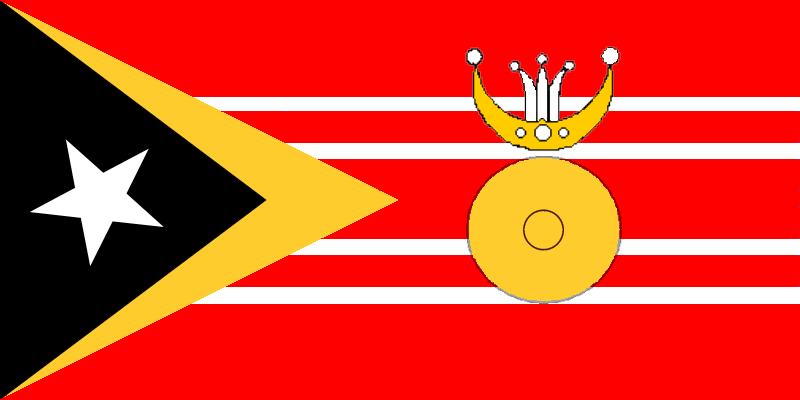
Manufahi
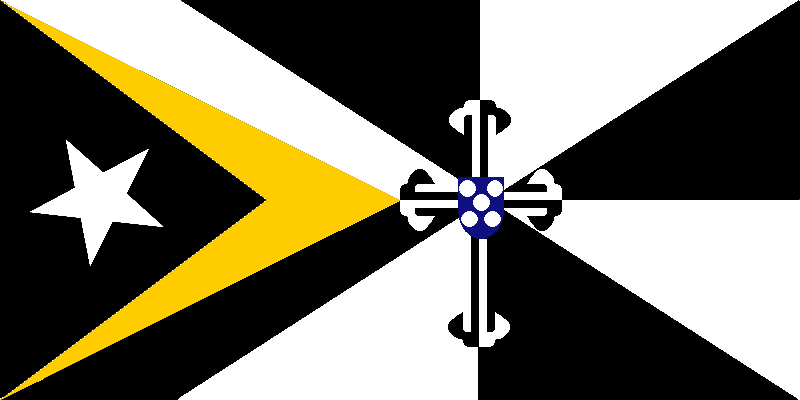
Oe-Cusse Ambeno
Viqueque